# Roméo Elvis
Roméo Elvis (* 13. prosince 1992), vlastním jménem Roméo Johnny Elvis Kiki Van Laeken, je belgický rapper. Rapuje ve své rodné francouzštině. Je bratrem belgické zpěvačky Angéle a synem belgického hudebníka Marky.
Jeho kariéra začala v letech 2013–2014 vydáním dvou EP s názvem Bruxelles c'est devenu la jungle a Famille nombreuse. Poté v roce 2016 vydal EP Morale. V letech 2017 a 2018 byla vydána další dvě alba: Morale 2 a reedice Morale 2 luxe (vydaná ze spolupráce s producentem Le Motel). Často spolupracuje s belgickou kapelou L'Or du Commun, duem Caballero & JeanJass a francouzským rapperem Lomepalem.

## Životopis

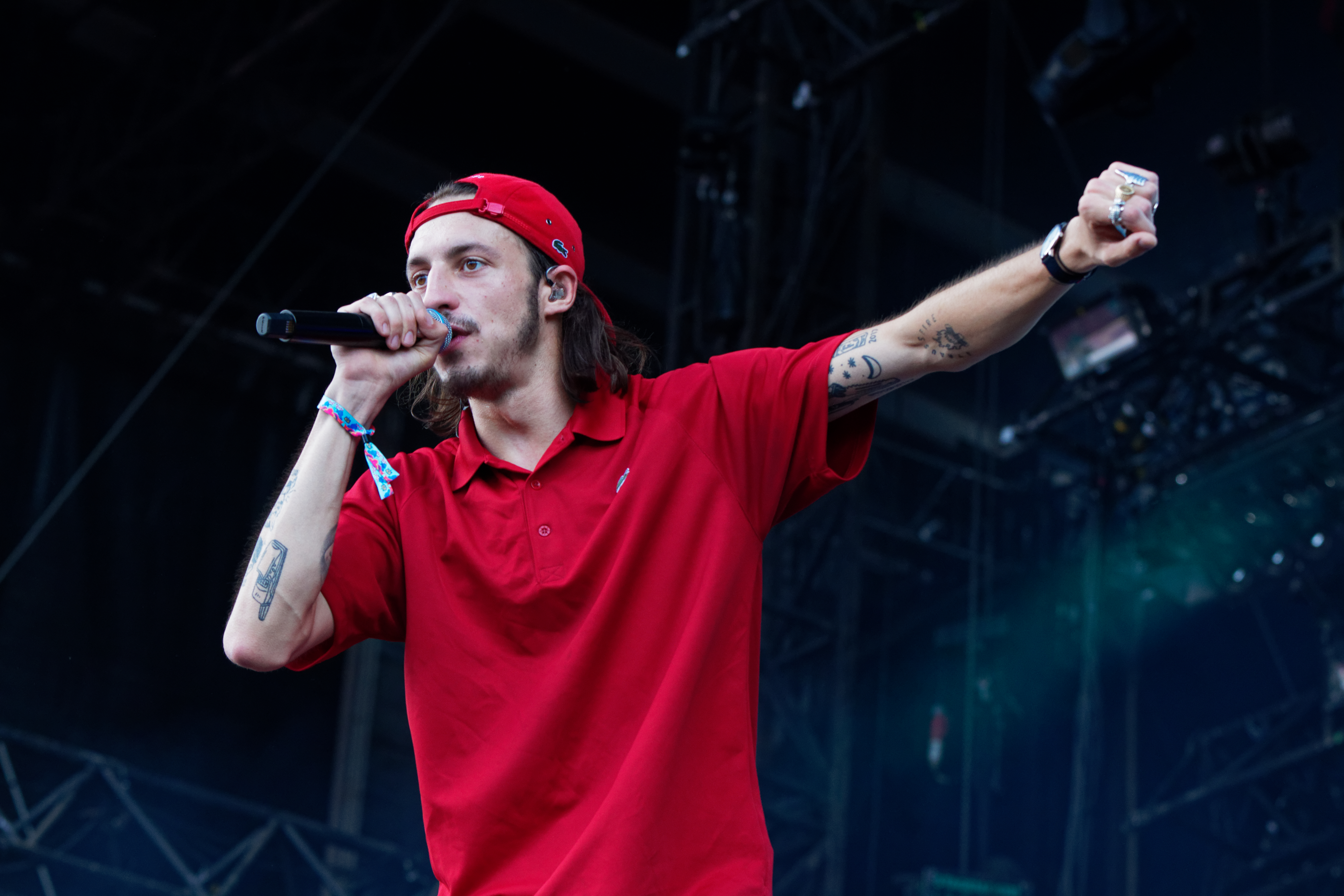
Roméo Elvis na festivalu Vieilles Charrues 2018

Roméo Elvis se narodil 13. prosince 1992 v Uccle v Belgii do umělecké rodiny. Od mládí se zajímal o hudbu, vyvinul si ale svébytný styl, odlišný od stylu svého otce, zpěváka Marky, i od svojí mladší sestry, zpěvačky a klavíristky Angèle. Jeho matka je komička Laurence Bibota. Roméo Elvis vyrůstal v Linkebeeku, jižním předměstí Bruselu a později se přestěhoval do Forestu.
Po vyloučení z vysoké školy pokračoval ve studiu na Institut Saint-Luc Tournai, kde se věnoval malbě a ilustraci. Ve stejné době začal také rapovat se svými přáteli. Jeho umělecká průprava pokračovala na škole ESA 75 v Bruselu, kde studoval fotožurnalismus. Nadále se věnoval i rapu a sblížil se se členy skupiny L'Or du Commun.
V době vydání jeho prvního EP pracoval Roméo Elvis jako pokladní v řetězci supermarketů Carrefour. I přes svůj úspěch stále nebyl schopen vydělat dostatek peněz pouze rapováním. Krátce před vydáním alba Bruxelles ale opustil svoje zaměstnání, aby se věnoval výhradně hudbě.
Elvis trpí tinnitem, mezi hudebníky poměrně běžným onemocněním. Tento problém zmiňuje v mnoha svých skladbách, jako je L'oreille sifflante a Ma tête. V rozhovoru pro Radio Nova vysvětlil, že pokud by rapováním výrazně zbohatnul, věnoval by část svého jmění na boj s touto nemocí.
V roce 2019 Elvis začal spolupracovat s francouzskou značkou sportovního oblečení Lacoste na vytvoření limitované kolekce. Nicméně, poté, co byl na sociálních sítích obviněn ze sexuálního obtěžování, ukončila tato značka spolupráci. Roméo vždy nosí kus oblečení zobrazující krokodýla - jeho duchovní zvíře. Krokodýla zmiňuje v mnoha svých textech a má ho dokonce i vytetovaného.
Od roku 2015 je ve vztahu s modelkou Lenou Simonne. Napsal pro ni písně Lénita a Soleil. Vzali se 23. srpna 2021 v Périgordu.

## Diskografie

### Alba
- 2017 : Morale 2 (album commun avec Le Motel)
- 2019 : Chocolat
- 2022 : Tout Peut Arriver

### EP
- 2013 : Bruxelles c'est devenu la jungle
- 2014 : Famille nombreuse
- 2016 : Morale
- 2020 : Maison

### Singly
- 2016 : Bruxelles arrives (feat. Caballero)
- 2019 : Malade
- 2021 : TPA
- 2021 : AC